# Советизация Грузии
Советизация Грузии (также российско-грузинская война (груз. რუსეთ–საქართველოს ომი), советская оккупация Грузии или вторжение Красной армии в Грузию, в советских документах — «грузинский поход») — вооружённое вторжение на территорию Грузии частями Вооружённых Сил РСФСР с целью свержения социал-демократического правительства Грузинской демократической республики и установления советского режима в стране.
Сопровождалось рядом вооружённых конфликтов в которых участвовали: с одной стороны — части 11-й и 9-й Кубанской армий РСФСР, с другой — вооружённые подразделения Грузинской демократической республики.
В связи с тем, что независимость Грузии была признана РСФСР в Московском договоре, подписанном 7 мая 1920 года, последующее вторжение в страну не было всеобще одобрено в Москве, однако 14 февраля 1921 года было получено согласие Владимира Ленина на продвижение в Грузию под предлогом поддержки предполагаемого «крестьянского и рабочего восстания» в стране. Советские войска взяли грузинскую столицу Тифлис после тяжёлых боев и провозгласили Социалистическую Советскую Республику Грузия 25 февраля 1921 года, а к концу 1924 года советская власть окончательно установилась во всей стране после неудавшегося вооружённого антисоветского восстания (Августовское восстание) в ходе которого были убиты до 3,5 тысяч человек, казнены более 12 тысяч и сосланы в Сибирь и Центральную Азию не менее 20 тысяч участников восстания.

## Предыстория
Весной 1920 года войска РККА заняли Азербайджан и провозгласили в нём советскую власть. Однако их намерениям продвинуться в Грузию помешал ряд факторов: большевистское восстание в Грузии было быстро подавлено силами правительства меньшевиков при поддержке Антанты, в то же время на польском фронте положение большевиков осложнилось. Мир с Грузией был также необходим большевикам для того, чтобы наладить отношения с Англией, тем самым прорвав международную изоляцию Советской России. В связи со всем этим советские войска были отведены от границ Грузии. 7 мая 1920 в Москве был заключён мирный договор между РСФСР и Грузинской демократической республикой. По его условиям Советская Россия признавала независимость Грузии и обещала не вмешиваться в её внутренние дела, а Грузия, в частности, легализовала положение коммунистической партии. Стороны обменялись дипломатическими представителями (советским полпредом в Грузии стал С. М. Киров).
Осенью 1920 года в результате армяно-турецкой войны была «советизирована» Армения. Таким образом, Грузия оказалась в окружении. Тем временем Киров и Орджоникидзе вели в советском руководстве кампанию за «советизацию» Грузии. Так, 12 декабря в послании Ленину и Сталину Орджоникидзе заявляет:
Положение в самой Грузии таково, что без особого труда мы с ней покончим: восстания в Борчалинском уезде, Абхазии, Аджарии, Душетском уезде будут проведены. Ещё раз довожу это до вашего сведения и прошу указаний.
Дожидаться этих указаний он, тем не менее, не стал, и уже 15 декабря Кавказское бюро РКП(б) приказало 11-й армии перейти границу Грузии. Однако два дня спустя, 17 декабря, пленум ЦК ВКП(б) подтвердил «решение ЦК о мирном направлении политики РСФСР на Кавказе», и операция была отменена. Орджоникидзе и Киров от имени Кавбюро вновь обратились в Москву с предложением занять Грузию:
Все контрреволюционные заговоры, обнаруженные на Северном Кавказе, неизменно открывают связь с Грузией. Чтобы твердо обеспечить за нами Северный Кавказ (хлеб и нефть), необходимо советизировать Грузию.
12 января 1921 года Пленум ЦК вновь отклонил предложение Кавбюро. Ленин по-прежнему выступал против операции, сомневаясь в её перспективах, тогда как Сталина и Троцкого её организаторам удалось склонить на свою сторону.
6 февраля приказом командующего Кавказским фронтом В. Гиттиса была создана группа войск тифлисского направления под командованием М. Д. Великанова в составе нескольких стрелковых и кавалерийских дивизий и танкового отряда. В тот же день Орджоникидзе посылает Ленину, Сталину и Троцкому очередную телеграмму:
Грузия окончательно превратилась в штаб мировой контрреволюции на ближнем востоке. Здесь орудуют французы, здесь орудуют англичане, здесь орудует Казим-бей — представитель Ангорского правительства. В горы бросаются миллионы золота, создаются в пограничной полосе с нами грабительские банды, нападающие на наши пограничные посты... Считаю необходимым ещё раз подчеркнуть надвигающуюся на Бакинский район смертельную опасность, предупредить которую можно лишь немедленным сосредоточением достаточных сил для советизации Грузии.
Однако Политбюро по предложению Ленина решило продолжать мирные переговоры с меньшевистским правительством Грузии. На это Орджоникидзе ответил тем, что в ночь на 12 февраля 1921 в Борчалинском и Ахалкалакском уездах Грузии местные коммунисты подняли восстание, скоординированное с командованием 11-й армии. Большевиками были заняты Гори, Душети и весь Борчалинский уезд. Видя этот успех, 15 февраля Ленин отдаёт распоряжение штабу Кавказского фронта:
Мы ожидаем от РВС 11 энергичных и быстрых действий, не останавливающихся перед занятием Тифлиса.
16 февраля 1921 года Ревком Грузии во главе с председателем Ф. Махарадзе провозгласил «Грузинскую советскую республику» и обратился с просьбой о военной помощи к правительству РСФСР.

## Ход событий

### Тифлисское направление
К началу конфликта Вооружённые силы Грузинской республики, включая регулярные части народной гвардии (партийные отряды социал-демократов), состояли из 16 пехотных батальонов (1 армейская дивизия и полк народной гвардии), 1 сапёрного батальона, 5 полевых артдивизионов (всего 52 орудия), 2 конных полков (легионов), стольких же автоэскадронов с 2 командами бронеавтомобилей, авиаотряда и 4 бронепоездов. Всего на довольствии находилась 21 тыс. человек, не считая штабов, управлений, нестроевых частей, а также крепостных полков.
16 февраля 1921 года советские войска перешли южную границу Грузии и заняли Красный мост через реку Храми и село Шулаверы. Здесь им оказали сопротивление добровольческие отряды кахетинцев под командованием Стефана Ахметели. Далее большевики продвинулись на север к Тифлису. 19-20 февраля у села Табахмела на подходах к Тифлису части 11-й армии столкнулись с ожесточённым сопротивлением юнкеров Тифлисского военного училища (510 бойцов, 4 пушки, 6 пулемётов, командовал полковник А. Чхеидзе). Село осталось в руках грузинских юнкеров, однако красные обошли его и продолжили наступление.
В результате тяжелого поражения у Храми лишь около 700 грузинских военных отступило к Тифлису. Главнокомандующий грузинской армией генерал Г. Квинитадзе так оценивал ситуацию: «Судьба Тифлиса была решена уже в боях у Красного Моста и на Храми. Если бы 16 февраля противник даже одной кавалерией продолжил бы наступление, он бы смог ночью войти в Тифлис». Несмотря на это, главнокомандующий быстрыми и энергичными действиями сумел организовать оборону города. Он разделил линию фронта на секторы:

а) На левом берегу Куры, участке Орхеви были сгруппированы части гвардии под командованиям генерала А. М. Джиджихия.

б) На правом берегу Куры до Табахмела, командующим Соганлугским фронтом назначен опытный генерал Г. Мазниашвили.

в) Участок от Табахмела до Коджори был поручен генералу А. С. Андроникашвили и здесь расположили юнкеров военного училища.
Квинитадзе разгадал основное направление наступления врага и основные силы сосредоточил на Соганлугском участке. В подчинении Г. Мазниашвили оказалось 2500 штыков, 5 батарей — гаубицы и легкие орудия армейской артиллерии, 1 бронепоезд и 2 броневика.
Вечером 18 февраля у Соганлуги показались подразделения Красной Армии. Командование красных допустило ошибку и повело войска в атаку на неразведанные позиции. Грузинские войска в течение всей ночи отбивали атаки, а на рассвете при поддержке броневиков перешли в контрнаступление и добились серьёзного успеха: в плен было взято 1600 человек, по отступающим частям 11-й Красной Армии ударила артиллерия и вслед их атаковали самолёты.
Несмотря на поражение, противник незамедлительно изменил направление удара и 19 февраля нанес удар в направлении Табахмела. Но он не сумел прорвать линию обороны юнкеров военного училища (всего — 160 юнкеров и 350 кадетов).
В течение 19-20 февраля в Орхевском секторе проходили артиллерийские дуэли и незначительные столкновения. 21 февраля противник попытался обойти левый фланг защитников города. Грузинские части ответили контратакой: командование создало ударную группу под командованием генерала Джиджихия из 5 гвардейских батальонов и кавалерийской бригады, которые от деревни Лило перешли в наступление, а из Орхеви пошли в лобовую атаку 2 гвардейских батальона. Красные потерпели поражение и отступили. Грузинские войска продвинулись на 10 километров, но 23 февраля, после появления на левом фланге красной кавалерийской дивизии, отошли на прежние позиции.
22 февраля красная кавалерия обошла фронт справа (с запада) и заняв Манглиси, стала угрожать Тифлису с тыла. Грузинское командование было вынуждено растянуть линию фронта до Цхнети. 24 февраля фронт растянулся ещё больше. Был создан Лилойский боевой участок под командованием полковника Н. Гедеванишвили. 11-я армия пополнилась дополнительными подразделениями и 24 февраля, после мощной артиллерийской подготовки, перешла в решающее наступление на всех участках фронта. Переброшенная из Баку «Восточная бригада красных курсантов» пошла в атаку на уже поредевшие ряды юнкеров военного училища, но те неоднократно в рукопашном бою отбрасывали наступающих и в течение целого дня не отступили ни на шаг.
На Соганлугском участке красные прорвали позиции генерала Мазниашвили и в 6 часов завладели т. н. «Тригонометрическим пунктом», но грузинское командование ввело в бой последние резервы и выбило оттуда врага, заняв высоту.
На левом берегу части Красной Армии пошли в атаку при поддержке 5 бронепоездов (из которых один был подбит), 3 танков и броневиков. При помощи танков наступающие взяли Орхеви, но части гвардии пошли в контратаку и вернули позиции, выбив противника из занятых позиций. При этом был подбит один из танков. Грузинская армия по всему фронту отбила наступление 11-й армии, но на оголённых флангах (следствие малочисленности армии) создалась крайне опасная обстановка: над фронтом нависла угроза окружения, так как красная кавалерия с обоих флангов обошла линию фронта. Особенно тяжелым было положение в секторе Лило. Там, где красная кавалерия обошла позиции полковника Гедеванишвили, малочисленная грузинская кавалерия попыталась её остановить контратакой у деревни Норио, но силы были слишком неравны и красные все-таки взяли деревни Мамкода, Глдани и наконец — Авчала. Из последних сил грузины сумели вернуть Авчальский вокзал — с помощью бронепоезда и отряда добровольцев.
24 февраля правительство Н. Жордания эвакуировалось в Кутаиси. В с. Табахмела продолжали держаться юнкера, которых осталось к тому времени около 290 человек.
25 февраля положение Тифлиса стало критическим: Красная Армия в несколько раз превосходила по численности ряды защитников города, на поле боя инициатива перешла к кавалерии, которая уже реально могла окружить грузинские части. В этих условиях грузинское командование приняло решение: в целях сохранения армии, во избежание жертв среди мирного населения, и продолжения боевых действий оставить Тифлис. Так закончилась недельная оборона Тифлиса в 1921 году.
Грузинские силы получили приказ об отходе. Грузинская армия должна была закрепиться у г. Мцхета, но после сдачи Тифлиса боевой дух солдат резко упал, и организованное сопротивление вооружённых сил Грузии прекратилось.

### Другие направления
Тем временем в тылу у большевиков 18 февраля в ходе февральского восстания 7,5-тысячная армия дашнаков внезапным ударом взяла Эривань.
Параллельно силы 9-й Кубанской армии под командованием В. Чернышёва вели наступление в Абхазии, где 17 февраля был создан ревком. Здесь успех был переменным (так, 28 февраля грузинские войска при огневой поддержке французского флота выбили советские части из г. Гагры, однако уже на следующий день большевики вновь заняли его). 4 марта 1921 года части 31-й стрелковой дивизии 9-й армии заняли Сухуми, где была провозглашена советская власть. 9 марта был занят Зугдиди, 14 марта — Поти.
Грузинское правительство и армия, деморализованная потерей Тифлиса, пытались организовать оборону Кутаиса, однако неожиданное продвижение частей Красной Армии с Северного Кавказа, через считавшийся непроходимым перевал Мамисони, не дало им такой возможности. 10 марта большевики вошли в покинутый Кутаис. Часть грузинских сил ушла в горы и продолжала сражаться, но основные подразделения армии и народной гвардии, а также правительство отступили в важный черноморский порт Батуми.

### Вмешательство Турции
23 февраля Кязым Карабекир, командовавший турецкими войсками в Западной Армении, объявил Грузии ультиматум, потребовав оставить города Ардахан и Артвин. Оказавшись под огнём с двух сторон, грузинское правительство было вынуждено уступить, и турки вошли в Грузию, заняв приграничные районы и оказавшись вблизи остававшегося в руках грузин Батума, к которому приближалась 18-я кавалерийская дивизия Красной Армии. Создалась возможность военного столкновения. В надежде использовать это обстоятельство грузины 7 марта достигли устного соглашения с Карабекиром, по которому турецкие войска могли войти в город, сохранив контроль над гражданской администрацией за грузинскими властями. 8 марта турки под командованием Кязым-бея заняли оборонительные позиции вокруг города, что привело к кризису в их отношениях с Советской Россией. Нарком иностранных дел Чичерин передал турецкому представителю в Москве ноту протеста; тот ответил двумя нотами, в которых говорилось, что турецкая армия лишь обеспечивает безопасность местного мусульманского населения, которой угрожает советская военная операция.
Стремясь в сложных военных условиях на Кавказе (Армения, Дагестан, продолжение сопротивления в Грузии) прекратить боевые действия, Ленин заявил о необходимости компромисса с грузинскими меньшевиками. 8 марта грузинский ревком предложил им создать коалиционное правительство, однако социал-демократы отказались от этого.
Однако когда 16 марта турецкие власти заявили об аннексии Батума, грузинское руководство было вынуждено сделать выбор. Надежда на французскую или британскую интервенцию уже пропала; к тому же 16 марта между Великобританией и РСФСР было подписано торговое соглашение, по которому британцы обещали воздерживаться от любой антисоветской деятельности на всей территории бывшей Российской империи. В тот же день в Москве был подписан договор о дружбе между Советской Россией и Великим национальным собранием Турции, во главе которого стоял Кемаль Ататюрк. По этому договору Ардахан и Артвин переходили к туркам, которые, в свою очередь, отказывались от претензий на Батуми. Однако покидать город турки не стали. Грузинские же лидеры предпочитали турецкой оккупации власть большевиков, и чтобы предотвратить окончательную утрату Грузией Батума, пошли на переговоры с ревкомом.
Часть территории Грузинской Демократической Республики, тем не менее, отошла к Турции. Впоследствии, в 1945—1953 годах, СССР выдвигал к Турции территориальные претензии относительно армянских и грузинских территорий, отошедших к ней в 1921 г., но затем отказался от этих претензий.

## Окончание
17 марта в Кутаиси министр обороны Грузии Григол Лордкипанидзе и полномочный представитель советской стороны Авель Енукидзе заключили перемирие, а 18 марта — соглашение, позволявшее Красной Армии занять Батуми.
Перемирие с грузинскими меньшевиками позволило большевикам действовать косвенными методами. В Москве продолжались советско-турецкие консультации, а тем временем на окраинах Батума стояло несколько тысяч солдат грузинской армии и народной гвардии, готовых сражаться за город. 18 марта грузины под командованием генерала Георгия Мазниашвили начали уличные бои с турецким гарнизоном. Тем временем меньшевистское правительство погрузилось на итальянское судно и под конвоем французских боевых кораблей покинуло страну. Бои завершились 19 марта, когда порт и большая часть города находились в руках грузин. В тот же день Мазниашвили сдал Батум ревкому, в него вошла красная кавалерия, и там была установлена советская власть.

## Последствия
По Карсскому договору, заключённому между советскими республиками и Турцией 13 октября 1921, Грузия сохраняла Батум, однако утрачивала в пользу Турции часть земель к югу от него с городом Артвин. Сохраняющаяся за Грузией часть территории, населённая преимущественно грузинами-мусульманами, должна была получить автономию (Аджария).
Несмотря на эмиграцию правительства Грузии и демобилизацию армии, в горах и ряде сельских районов сохранялись очаги сопротивления (так, в 1922 имело место восстание в Кахети и Хевсурети под руководством Какуцы Чолокашвили). Вторжение в Грузию привело к существенным разногласиям в среде самих большевиков. Учреждённое ими новое, коммунистическое правительство республики изначально предложило неожиданно мягкие условия своим бывшим противникам, остававшимся в стране. Ленин также был сторонником политики примирения. В 1922 противостояние общества насильственной советизации нашло своё отражение в том, что советские руководители Грузии выступили против политики централизации, которую защищали Дзержинский, Сталин и Орджоникидзе. Этот внутренний конфликт, получивший в современной историографии название «Грузинского дела», стал одним из основных вопросов спора между Сталиным и Троцким в последний год ленинского правления и отразился в «Завещании Ленина».
Сопротивление большевистскому режиму в Грузии и периодические вспышки партизанской борьбы развились в конце концов в крупное антисоветское восстание в августе 1924. Провал восстания и волна крупномасштабных репрессий, проводимых под руководством Лаврентия Берии, деморализовали грузинское общество, а та его часть, которая наиболее активно выступала за независимость страны, оказалась репрессирована (или в эмиграции). После этого крупных попыток противостояния советской власти в Грузии не было вплоть до появления нового поколения антисоветского движения 1970-х гг.

## Комментарии
1. ↑  Поддержка корабельной артиллерией 28 февраля в боях за Гагру
2. ↑  см. Польско-грузинский союз